# Momoko Okazaki
Momoko Okazaki (岡崎百々子 Okazaki Momoko?, prefectura de Fukuoka, 3 de marzo de 2003) es una Idol, cantante, actriz y bailarina japonesa. Tiene un contrato con la agencia de talentos Amuse, Inc. y fue miembro del grupo Idol, Sakura Gakuin, desde 2015 a 2018. En 2019, se unió al grupo de kawaii metal, Babymetal, como bailarina rotativa. En abril de 2023 se convirtió en miembro oficial de Babymetal.

## Biografía
Okazaki es la segunda hija del comediante Hanamaru Hakata. Nació el 3 de marzo de 2003 en la prefectura de Fukuoka (Japón), aunque se mudó con su familia a Kanagawa a la edad de tres años.
En 2014, firmó con la agencia de talentos Amuse y el 6 de mayo de 2015, comenzó su carrera musical como miembro del grupo de ídolos femeninos Sakura Gakuin en la «Sakura Gakuin 2015 Nendo - Transfer Ceremony». Formó parte de las subunidades Club de Cocina «Mini Pati» y del Club de Ciencias «Kagaku Kyūmei Kikō Logica?» En la ceremonia de transferencia de 2017, fue nombrada presidenta de Perseverance ("Ganbare"). Además de sus actividades en Sakura Gakuin, también fue modelo habitual de la revista de moda Love Berry y actriz. De diciembre de 2017 a febrero de 2018 interpretó el papel de Elizabeth Midford en el musical Ese mayordomo, amistoso (その執事、友好 Sono Shitsuji, Yūkō?).
El 24 de marzo de 2018, dejó Sakura Gakuin con la presentación en vivo «The Road to Graduación 2017 Final - Sakura Gakuin 2017 Graduación», terminó su contrato con Amuse a finales del mismo mes y anunció que estudiaría inglés en el extranjero.
En 2019, fue nombrada una de los tres bailarinas de apoyo, o «Avengers», de Babymetal, que se turnarían como el tercer bailarín en las coreografías de baile de tres personas de la banda. Hizo su primera aparición con la banda en el Festival Super Slippa de 2019 en Taiwán y también apareció en los videos musicales de las canciones «Da Da Dance» y «Light and Darkness». En agosto de 2021, cuando Babymetal anunció que haría una pausa o sería «sellado», Okazaki se unió al reality show de supervivencia coreano Girls Planet 999, cuyos ganadores se convertirían en miembros del grupo de chicas Kep1er. Sin embargo, Momoko fue eliminada en la quinta ronda del concurso.
El 1 de abril de 2023, durante el concierto «Black Night» de Babymetal en el Pia Arena MM en Yokohama, Okazaki fue presentada oficialmente como el nuevo miembro de la banda con el nombre artístico de «Momometal». Más tarde ese mismo año, su voz apareció en la sección hablada del sencillo digital de Babymetal Metali!!

## Vida personal
Entre sus habilidades destacan el baile, el doble salto a la cuerda y el patín sobre ruedas. En cuanto al baile, llegó a participar en una presentación de Sakura Gakuin, encargándose de la coreografía y la iluminación.

## Discografía

### Con Sakura Gakuin
| Título                                       | Año  | Ref.   |
| -------------------------------------------- | ---- | ------ |
| Sakura Gakuin 2015 Nendo: Kirameki no Kakera | 2016 | [ 18 ] |
| Sakura Gakuin 2016 Nendo: Yakusoku           | 2017 | [ 19 ] |
| Sakura Gakuin 2017 Nendo: My Road            | 2018 | [ 20 ] |

### Con Babymetal
| Título                                             | Fecha de lanzamiento | Ref.   |
| -------------------------------------------------- | -------------------- | ------ |
| THE ONE (Unfinished Version - From THE FIRST TAKE) | 11 de mayo de 2023   |        |
| Metal Forth                                        | 13 de junio de 2025  | [ 21 ] |

#### Sencillos
| Título                                       | Fecha de lanzamiento | Ref.   |
| -------------------------------------------- | -------------------- | ------ |
| METALI!! メタり！！ (feat. Tom Morello)      | 18 de agosto de 2023 | [ 15 ] |
| LEAVE IT ALL BEHIND (feat F.HERO y Bodyslam) | 13 de marzo de 2024  |        |
| RATATATA (feat. Electric Callboy)            | 23 de mayo de 2024   | [ 22 ] |
| Song 3 (feat Slaughter to Prevail)           | 29 de mayo de 2025   |        |

## Filmografía

### Películas
- Itazura na Kiss The Movie (イタズラなkiss THE MOVIE ハイスクール編) (2016) Rika Irie
- Saki Achiga-hen: Episode of Side-A (咲-Saki-阿知賀編 episode of side-A) (2018), Hyakka Kurumai
- Heavier Trip (2024)

### Televisión
- Saki Achiga-hen: Episode of Side-A (咲-Saki-阿知賀編 episode of side-A) (2017), Hyakka Kurumai
- Girls Planet 999 (2021)